# Burmeistera globosa
Burmeistera globosa är en klockväxtart som beskrevs av Franz Elfried Wimmer. Burmeistera globosa ingår i släktet Burmeistera och familjen klockväxter.
Artens utbredningsområde är Colombia. Inga underarter finns listade i Catalogue of Life.